# 北辛乡
北辛乡，是中华人民共和国山西省运城市临猗县下辖的一个乡镇级行政单位。

## 行政区划
北辛乡下辖以下地区：
北马村、北辛村、北杨村、北昝村、道场村、丁庄村、东卓村、甘露园村、乐善村、岭后村、泥坡村、泥坡儿村、平宜村、婆儿庄村、陶唐庄村、王申村、小陈村、姚村、姚村庄村、义堂村、宅子村、张家坡村、赵村、卓逸村和左家庄村。